# Turul României 2007
Ediția a 44-a a Turului României s-a desfășurat în perioada 23 iunie – 1 iulie 2007 pe un traseu de 1.200 km, format din 8 etape și un prolog. Cea mai lungă etapă – etapa a 6-a – a măsurat 175 km și s-a desfășurat pe traseul Mediaș - Sighișoara - Sovata - Izvoru Mureșului. Cea mai scurtă etapă – etapa a 4-a –  a măsurat 119 km, desfășurată pe traseul Alba Iulia - Sibiu.
Au participat echipe ale cluburilor românești de ciclism: Dinamo Secrom București, Olimpia Delma București, Conpet Ploiești, Intersport Miercurea Ciuc, Olimpic Câmpulung și echipe din următoarele țări: Bulgaria, Ucraina, Grecia, Germania, Republica Moldova, Turcia și Austria, în total 51 de sportivi.